# Horch 18-50 PS
La Horch 18/50 PS Typ P era un'autovettura prodotta dal 1913 al 1923 dalla Casa automobilistica tedesca Horch.

## Storia e profilo

### Caratteristiche
Questo modello nacque inizialmente per affiancare ed in seguito per sostituire la 17/45 PS, con cui condivideva gran parte della struttura generale. Simile era infatti il telaio a longheroni e traverse in acciaio con sospensioni ad assale rigido, molle a balestra semiellittica, freno di stazionamento a ganascia sulle ruote posteriori e di servizio sull'albero di trasmissione, quest'ultimo sempre del tipo a cardano. Invariato anche il cambio a 4 marce con frizione conica con guarnizione d'attrito in pelle. Per quanto riguarda il motore, esso era fondamentalmente una versione a corsa allungata della precedenteunità che equipaggiava la 17/45 PS. Nel nuovo modello, infatti, la corsa dei pistoni è stata portata da 135 a 150 mm (mentre l'alesaggio è rimasto invariato a 100 mm), per un aumento della cilindrata da 4240 a 4710 cm³. Rimasero immutate le altre caratteristiche del motore, come l'accensione a doppia candela per cilindro e la distribuzione a valvole laterali con asse a camme mosso da catena. La potenza massima di questo motore salì così da 45 a 50 CV, permettendo alla vettura di raggiungere velocità massime comprese tra gli 80 ed i 90 km/h, a seconda del tipo di carrozzeria e del tipo di telaio scelto dal facoltoso acquirente. Infatti, la 18/50 PS era disponibile in almeno tre varianti di passo, ossia 3.35, 3.50 e 3.52 metri (ma secondo alcune fonti ne è esistita anche una quarta variante più corta, da 3.28 metri di interasse) ed in due varianti di carrozzeria, phaeton e limousine, per cui poteva variare anche la massa della vettura finita, con conseguente variazione delle prestazioni, visto che il motore poteva fornire prestazioni modeste.

### Evoluzione del modello
Introdotta nel 1913, la 18/50 PS fu esposta l'anno seguente al Salone dell'Automobile di Malmö con nuove migliorie all'impianto di illuminazione e al dispositivo di avviamento, entrambi di tipo elettrico. La vettura così equipaggiata venne lanciata nel mercato a partire dal 1915. La vettura, comunque, subì un deciso rallentamento produttivo negli anni della prima guerra mondiale, ma riprese al termine del conflitto con nuove migliorie: nel 1921 venne infatti rivisitato il motore, in modo da raggiungere un più alto numero di giri, per un miglior rendimento termico e quindi una lieve riduzione dei consumi (da 18 litri a 16 litri ogni 100 km). Inoltre, sempre nel 1921, vennero ottimizzati i sistemi di illuminazione ed avviamento, già introdotti nel 1914.

Nel 1922 la 18/50 PS venne presentata per l'ultima volta ad un Salone automobilistico, in questo caso quello di Berlino, dove fu esposta con carrozzeria limousine. Nello stesso anno si ebbero anche migliorie all'impianto frenante.

La produzione terminò nel 1923 con 281 esemplari prodotti, tutti destinati a clienti ricchissimi o anche a sovrani: persino lo Zar Nicola II si fece sedurre dalle qualità della vettura. 

La 18/50 PS prese parte anche ad alcune competizioni, tra cui la Alpenfahrt del maggio 1914, e con al volante il pilota Georg Paulmann.